# هنری ویتون
هنری ویتون (انگلیسی: Henry Wheaton; ۲۷ نوامبر ۱۷۸۵ – ۱۱ مارس ۱۸۴۸) سیاست‌مدار اهل ایالات متحده آمریکا بود.